# فاني باتل
فاني باتل (بالإنجليزية: Fannie Battle)‏ هي جاسوسة أمريكية، ولدت في 24 سبتمبر 1842 في تينيسي في الولايات المتحدة، وتوفيت في 24 سبتمبر 1924 في ناشفيل في الولايات المتحدة.